# Чоловік за викликом 2
«Чоловік за викликом 2» (англ. Deuce Bigalow: European Gigolo) — кінокомедія 2005 року. Не рекомендується особам до 16 років.

## Сюжет
Дьюс вирушає на запрошення свого колишнього сутенера на відпочинок до Амстердама і у результаті розуміє, що його знов хочуть повернути в бізнес ескорт послуг для жінок. Не те щоб Дьюс був проти — платять непогано, але, по-перше, у нього вже є постійна подружка, а по-друге, у європейських жінок дуже бурхлива сексуальна фантазія.

## В ролях
- Роб Шнайдер — Дьюс
- Едді Гріффін — Т. Д. Хайс
- Єрун Краббе
- Тіль Швайґер
- Дуглас Сіллс
- Карлос Понце
- Чарльз Кітінг
- Ханна Вербум
- Костас Соммер
- Бастіан Рейджес
- Келлі Брук — дівчина з картини
- Аріджа Барейкіс — Кейт
- Зої Телфорд — Лілу

## Нагороди
- Фільм номінувався на «Золоту малину»:

- Найгірший фільм
- Найгірша гра акторів
- Найгірший рімейк або сиквел
- Найгірший актор (Роб Шнайдер)

- Фільм завоював «Золоту малину»:

- Найгірший актор (Роб Шнайдер)

## Цікаві факти
- Прем'єра фільму в США відбулась 6 серпня 2005 року
- Касові збори фільму в США — 22,400,154 $
- Загальні касові збори фільму (включаючи США — 45,109,561 $